# The Geena Davis Show
The Geena Davis Show är en amerikansk TV-serie med Geena Davis i huvudrollen. Serien sändes i en säsong 2000–2001 på ABC.

## Skådespelare (urval)
- Geena Davis - Teddie Cochran
- Peter Horton - Max Ryan
- Mimi Rogers - Hillary
- Kim Coles - Judy
- John Francis Daley - Carter Ryan
- Makenzie Vega - Eliza Ryan
- Esther Scott - Gladys